# 広石谷川
広石谷川（ひろいしだにがわ）は､徳島県名西郡神山町を流れる吉野川水系の河川である。

## 地理
名西郡神山町阿野字広石の水源より神山町内を経て吉野川の主要河川である鮎喰川に合流する。
途中､徳島県道31号鴨島神山線と並行に流れていく｡

## 主な施設
- 徳島県道245号二宮山川線
- 阿野郵便局

## 流域の自治体
徳島県
名西郡神山町